# 久伊豆神社 (越谷市野島)
久伊豆神社（ひさいずじんじゃ）は、埼玉県越谷市の神社。

## 歴史
1577年（天正5年）に創建された。武井日向守によって持ち込まれて祀られたという。同市砂原の砂原久伊豆神社は当社から分社したものという。当社に残された棟札からは、当社神職として「武井」「竹井」の名が残されており、武井日向守の末裔が神事を務めていたものと推測される。
1873年（明治6年）、近代社格制度に基づく「村社」に列せられ、1907年（明治40年）の神社合祀により、「熊野社」が合祀された。熊野社の跡地には野島自治会館が建てられている。

## 交通アクセス
- 路線バス野島停留所より徒歩4分。